# Dallas Buyers Club
Pour plus de détails, voir Fiche technique et Distribution.
Dallas Buyers Club est un film dramatique américain, réalisé par Jean-Marc Vallée, sorti en 2013. Il s'inspire de la véritable histoire de Ron Woodroof, créateur du « Dallas Buyers Club », premier des douze clubs qui permettront aux séropositifs américains de se fournir en médicaments antirétroviraux étrangers.

## Synopsis
En 1985, à Dallas, Ron Woodroof, un cowboy violent, macho et homophobe, adepte du rodéo, de l'alcool, de la cocaïne et du sexe, est déclaré séropositif au VIH, et apprend qu'il ne lui reste plus que trente jours à vivre, fatalité qu'il nie et rejette d'abord violemment. Mais alors qu'il croyait le sida réservé aux homosexuels, il comprend à la lecture de documents spécialisés que ses rapports non protégés avec des toxicomanes ont été la cause de sa maladie. Face à l'inefficacité et à la dangerosité de l'AZT, seul médicament antirétroviral autorisé sur le sol américain à cette époque, il se lance dans la contrebande de médicaments de remplacement qui ne sont pas autorisés par la FDA, l'agence américaine qui s'occupe des médicaments. Il s'associe rapidement avec Rayon (ou Raymond), une séropositive transgenre, avec qui il étend son entreprise.
Ensemble, ils fondent le « Dallas Buyers Club », premier des douze clubs qui permettront aux séropositifs américains de se fournir en médicaments antirétroviraux étrangers en provenance du Mexique ou du Japon. Mais cela attire très vite l'attention de la FDA, qui essaie alors de stopper leurs activités et préserver le monopole des compagnies pharmaceutiques officielles. Le recours à ces médecines de remplacement lui rend une santé suffisamment bonne pour vivre bien au-delà des trente jours fatidiques. De plus, sa perception des homosexuels se trouve considérablement changée, au point qu'il devient lui-même méprisé et rejeté par ses anciens amis du monde du rodéo.

## Fiche technique
- Titre : Dallas Buyers Club
- Réalisation : Jean-Marc Vallée
- Scénario : Craig Borten et Melisa Wallack
- Direction artistique : John Paino
- Décors : Javiera Varas
- Costumes : Kurt and Bart
- Montage : Martin Pensa et Jean-Marc Vallée (sous le pseudonyme de John Mac McMurphy)
- Musique : Danny Elfman
- Photographie : Yves Bélanger
- Son :
- Production : Robbie Brenner, Nathan Ross et Rachel Rothman
- Sociétés de production : Truth Entertainment et Voltage Pictures
- Sociétés de distribution : 
  - Focus Features pour les États-Unis
  - UGC Distribution pour la France
- Budget : 5 500 000 $
- Pays de production :  États-Unis
- Langue originale : anglais
- Durée : 117 minutes
- Format : couleur — 35 mm — 2,35:1 — son Dolby Digital
- Genre : Drame biographique
- Dates de sortie :
  - Canada : 7 septembre 2013 (Festival international du film de Toronto)
  - États-Unis : 1er novembre 2013
  - France : 29 janvier 2014
- (fr) Mention CNC : tous publics, art et essai (visa d'exploitation no 138865 délivré le 23 janvier 2014)[1]

## Distribution
| |  |  |
| Les acteurs principaux Matthew McConaughey et Jennifer Garner à la première du film au Toronto International Film Festival 2013. |  |  |

- Matthew McConaughey (VF : Axel Kiener ; VQ : Daniel Picard) : Ron Woodroof
- Jennifer Garner (VF : Laura Blanc ; VQ : Aline Pinsonneault) : Dr Eve Saks
- Jared Leto (VF : Vincent Heden ; VQ : Benoit Éthier) : Rayon / Raymond
- Denis O'Hare (VF : Tony Joudrier ; VQ : Jacques Lavallée) : Dr Sevard
- Steve Zahn (VF : Vincent Ropion ; VQ : Louis-Philippe Dandenault) : Tucker
- Michael O'Neill (VF : Georges Claisse ; VQ : Marc Bellier) : Richard Barkley
- Dallas Roberts (VF : Nessym Guetat ; VQ : Patrick Chouinard) : David Wayne
- Griffin Dunne (VF : Philippe Vincent ; VQ : Frédéric Desager) : Dr Vass
- Kevin Rankin (VF : Jérémy Prévost ; VQ : Gabriel Lessard) : T. J.
- Bradford Cox (VF : Jean-Michel Vaubien) : « Sunflower », le petit ami de Rayon
- Scott Takeda (en) (VF : Bertrand Liebert) : M. Yamata
- J. D. Evermore (VF : Jérémie Covillault ; VQ : Jean Harvey) : Clint
- John Tabler (VF : Constantin Pappas) : Rick Ferris
- Deneen Tyler (VF : Maïk Darah) : Denise
- Jane McNeill : Francine Suskind
- James DuMont : le père de Rayon
- Kenneth Kynt Bryan : l'ami de Rayon
- Steffie Grote : la fille avec le serpent tatoué
- Ian Casselberry (VF : Jean-Michel Vaubien) : Hispanic Orderly
- Adam Dunn : le barman (caméo)

 Source et légende : version française (VF) sur RS Doublage , AlloDoublage et selon le carton du doublage français.
 Source et légende : version québécoise (VQ) sur Doublage.qc.ca

## Autour du film
Pour les besoins du film, Matthew McConaughey et Jared Leto ont tous deux dû perdre beaucoup de poids. McConaughey a ainsi perdu plus de 20 kg.
Le film a été tourné principalement à La Nouvelle-Orléans, en Louisiane, en vingt-cinq jours de novembre à décembre 2012.

## Accueil critique
Dallas Buyers Club a rencontré un accueil largement favorable des critiques professionnelles anglophones, obtenant 94 % d'avis positifs sur le site Rotten Tomatoes, sur la base de 221 commentaires collectés et d'une moyenne de 7,8⁄10. Le long-métrage obtient du site le label « fraîcheur certifiée », qui note dans son consensus que « Dallas Buyers Club repose entièrement sur les maigres épaules de Matthew McConaughey et porte le fardeau avec grâce dans ce qui pourrait être la meilleure performance de sa carrière ». Le site Metacritic lui attribue une moyenne de 84⁄100, sur la base de 47 commentaires collectés, avec pour indication « largement apprécié ».

## Box-office
Sorti aux États-Unis dans une combinaison de salles limitée le 1er novembre 2013, Dallas Buyers Club prend la 22e position du box-office avec 260 865 $ de recettes le week-end de sa sortie. Le film connaît une sortie large sur l'ensemble du territoire américain le 22 novembre 2013, où il engrange 2 687 157 $ de recettes en un week-end, ce qui lui permet de monter en 10e position au box-office . Finalement, Dallas Buyers Club a récolté 60 611 845 $ de recettes mondiales, dont 27 298 285 $ de recettes américaines, ce qui en fait déjà un succès commercial au vu du budget de production (5 millions de dollars),.
En France, distribué dans une combinaison maximale de 135 salles, Dallas Buyers Club réussit à totaliser 381 548 entrées en fin d'exploitation.

## Distinctions

### Récompenses
- Festival international du film de Rome 2013[12] : prix du public et prix du meilleur acteur pour Matthew McConaughey
- Africain-American Film Critics Association Awards 2013 : meilleur acteur dans un second rôle pour Jared Leto
- Alliance of Women Film Journalists Awards 2013 : meilleur acteur pour Matthew McConaughey, meilleur acteur dans un second rôle pour Jared Leto
- Austin Film Critics Association Awards 2013 : meilleur acteur dans un second rôle pour Jared Leto
- Black Film Critics Circle Awards 2013 : meilleur acteur dans un second rôle pour Jared Leto
- Boston Online Film Critics Association Awards 2013 : meilleur acteur dans un second rôle pour Jared Leto
- Chicago Film Critics Association Awards 2013 : meilleur acteur dans un second rôle pour Jared Leto
- Dallas-Fort Worth Film Critics Association Awards 2013 : meilleur acteur pour Matthew McConaughey, meilleur acteur dans un second rôle pour Jared Leto
- Detroit Film Critics Society Awards 2013 : meilleur acteur pour Matthew McConaughey, meilleur acteur dans un second rôle pour Jared Leto
- Florida Film Critics Circle Awards 2013 :  meilleur acteur dans un second rôle pour Jared Leto
- Gotham Awards 2013 : meilleur acteur pour Matthew McConaughey
- Houston Film Critics Society Awards 2013 : meilleur acteur dans un second rôle pour Jared Leto
- Las Vegas Film Critics Society Awards 2013 : meilleur acteur pour Matthew McConaughey, meilleur acteur dans un second rôle pour Jared Leto
- Nevada Film Critics Society Awards 2013 : meilleur acteur pour Matthew McConaughey, meilleur acteur dans un second rôle pour Jared Leto
- New York Film Critics Circle Awards 2013 : meilleur acteur dans un second rôle pour Jared Leto
- Phoenix Film Critics Society Awards 2013 : meilleur acteur pour Matthew McConaughey, meilleur acteur dans un second rôle pour Jared Leto
- San Diego Film Critics Society Awards 2013 : meilleur acteur dans un second rôle pour Jared Leto
- Southeastern Film Critics Association Awards 2013 : meilleur acteur dans un second rôle pour Jared Leto
- St. Louis Film Critics Association Awards 2013 : meilleur acteur dans un second rôle pour Jared Leto
- Toronto Film Critics Association Awards 2013 : meilleur acteur dans un second rôle pour Jared Leto
- Washington D.C. Area Film Critics Association Awards 2013 : meilleur acteur dans un second rôle pour Jared Leto
- Festival international du film de Palm Springs 2014 : Desert Palm Achievement Award pour Matthew McConaughey (ex æquo avec Sandra Bullock)
- Oklahoma Film Critics Circle Awards 2014 : meilleur acteur dans un second rôle pour Jared Leto
- Vancouver Film Critics Circle Awards 2014 : meilleur acteur dans un second rôle pour Jared Leto
- Chlotrudis Awards 2014 : Meilleur acteur dans un second rôle pour Jared Leto
- Critics' Choice Movie Awards 2014 :
  - Meilleur acteur pour Matthew McConaughey
  - Meilleur acteur dans un second rôle pour Jared Leto
- Golden Globes 2014 :
  - Meilleur acteur dans un film dramatique pour Matthew McConaughey
  - Meilleur acteur dans un second rôle pour Jared Leto
- Satellite Awards 2014 :
  - Meilleur acteur pour Matthew McConaughey
  - Meilleur acteur dans un second rôle pour Jared Leto
- Screen Actors Guild Awards 2014 :
  - Meilleur acteur pour Matthew McConaughey
  - Meilleur acteur dans un second rôle pour Jared Leto
- Oscars du cinéma 2014 :
  - Meilleur acteur pour Matthew McConaughey
  - Meilleur acteur dans un second rôle pour Jared Leto
  - Meilleurs maquillages et coiffures pour Adruitha Lee et Robin Mathews
- Independent Spirit Awards 2014 :
  - Meilleur acteur pour Matthew McConaughey
  - Meilleur acteur dans un second rôle pour Jared Leto

### Nominations et sélections
- Festival international du film de Toronto 2013
- Festival international du film de Saint-Sébastien 2013
- Washington D.C. Area Film Critics Association Awards 2013 : meilleur acteur pour Matthew McConaughey
- Critics' Choice Movie Awards 2014 : meilleur film
- Golden Globes 2014 : meilleure musique de film pour Alex Ebert
- Oscars du cinéma 2014 :
  - Meilleur film
  - Meilleur scénario original pour Craig Borten et Melisa Wallack
  - Meilleur montage pour John Mac McMurphy (Jean-Marc Vallée) et Martin Pensa
- Screen Actors Guild Awards 2014 : meilleure distribution